# Cerro La Mota
Cerro La Mota är en kulle i Mexiko.   Den ligger i kommunen García och delstaten Nuevo León, i den centrala delen av landet, 700 km norr om huvudstaden Mexico City. Toppen på Cerro La Mota är 1 859 meter över havet, eller 162 meter över den omgivande terrängen. Bredden vid basen är 1,3 kilometer.
Terrängen runt Cerro La Mota är huvudsakligen kuperad, men åt sydost är den bergig. Runt Cerro La Mota är det ganska tätbefolkat, med 155 invånare per kvadratkilometer. Närmaste större samhälle är García, 19,1 km nordost om Cerro La Mota. Omgivningarna runt Cerro La Mota är i huvudsak ett öppet busklandskap.